# Hounli
Hounli ist ein Arrondissement im Departement Zou im westafrikanischen Staat Benin. Es ist eine Verwaltungseinheit, die der Gerichtsbarkeit der Kommune Abomey untersteht.

## Demografie und Verwaltung
Gemäß der Volkszählung 2013 des beninischen Statistikamtes INSAE hatte das Arrondissement 18.868 Einwohner, davon waren 8874 männlich und 9994 weiblich.
Von den 41 Dörfern und Quartieren der Kommune Abomey entfallen sieben auf Hounli:
1. Agblomè
2. Agnangnan
3. Azali
4. Gbèkon Hounli
5. Vèkpa
6. Wankon
7. Zassa